# 1012

## Nașteri
- 19 August- Balduin al V-lea, conte de Flandra(decedat la 1 Septembrie 1067)

- Maria Dobroniega de Kiev, ducesă a Poloniei

## Decese
- Ælfheah de Canterbury, arhiepiscop de Canterbury (n. 954)